# Senyllt ap Dingat
Senyllt ap Dingat fut le dernier roi breton du royaume de Galloway et un souverain de l'île de Man.

## Contexte
Senyllt ap Dingat règne au début du VIe siècle et est chassé de son trône par les souverains du Rheged qui annexent ses terres. Il se réfugie sur l'île de Man où il règne entre 510 environ et 540. Son fils Neithon (vers 540-570) lui succède. Sa dynastie se maintient jusqu'à Merfyn (II) (mort en 844).
Senyllt est également connu par le biais des généalogies du Jesus College et des Harleian genealogies Collections de la British Library qui en fait un descendant de « Maxen Wledic » c'est-à-dire l'usurpateur Magnus Maximus:
[I]udgual map Tutagual (III) map Anarant map Mermin map Anthec map Tutagual(II) map Run map Neithon map Senill map Dinacat map Tutagual(I) map Eidinet map Anthun map Maxim guletic qui occidit gratianum regem romanorum
Rodri mawr m Meruyn m Guriat m Elidyr m Celenion merch Tutwal (III) tutclith m Anarawd gwalchcrwn m Meruyn mawr m Kyuyn m Anllech m Tutwal (II) m Run m Neidaon m Senilth hael. Tryd hael or gogled. Senilth m Dingat m Tutwal (I) m Edneuet m Dunawt m Maxen wledic. val y mae vchot

## Source
- (en) Peter Bartrum, A Welsh Classical Dictionary : People in History and Legend Up to about A.D. 1000, Aberystwyth, National Library of Wales, 1993, 649 p. (ISBN 978-0-907158-73-8), p. 671 SENYLLT ap DINGAD. (460)